# Long Lake (Minnesota)
Pour les articles homonymes, voir Long Lake.
Long Lake est une ville du Comté de Hennepin dans l'état du Minnesota.

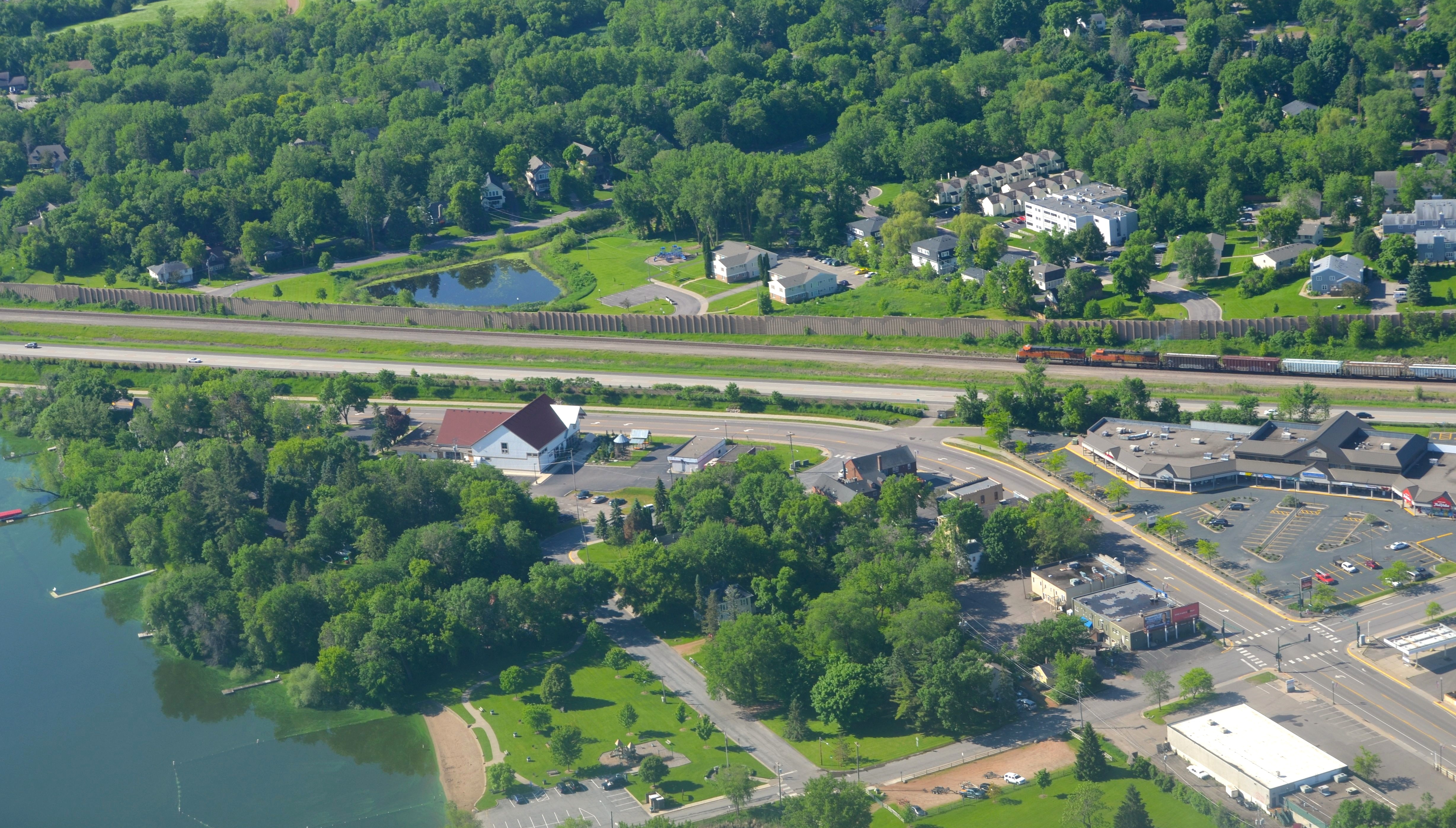
Long Lake, Minnesota

Sa population était de 1 768 habitants en 2010.